# Jeannine Auboyer
Jeannine Auboyer (* 6. September 1912 in Paris; † 6. Februar 1990) war eine französische Indologin und Kunsthistorikerin für süd- und südostasiatische Kunst. Sie war von 1965 bis 1980 Chefkuratorin des Musée Guimet in Paris.

## Leben
Auboyer war die Tochter eines Auktionators. Während der Schulzeit erhielt sie Malerei- und Bildhauerei-Unterricht an der Académie Julian und der Académie de la Grande Chaumière. Von 1929 bis 1934 studierte sie an der École du Louvre, wo sie sich auf Kunstgeschichte des indischen Kulturraums (bei Joseph Hackin, René Grousset, Philippe Stern) und des Fernen Ostens spezialisierte. Außerdem belegte sie Kurse an der École pratique des hautes études (bei Paul Pelliot, Jean Przyluski, Paul Mus), dem Institut d’art et d’archéologie, am Institut de civilisation indienne sowie am Institut für Ethnologie der Sorbonne (bei Marcel Mauss und Paul Rivet).
Unter Philippe Stern begann sie 1931 – mit 19 Jahren – am damaligen Indochina-Museum im Palais du Trocadéro zu arbeiten, dessen Bestände bis 1936 ans Musée Guimet überführt wurden, wo sie anschließend unter der Leitung von Joseph Hackin tätig war. Von 1942 bis 1946 war sie Mitarbeiterin im Musée Cernuschi. Sie promovierte 1946 an der EPHE mit einer Arbeit über den Thron und seine Symbolik im alten Indien. Zurück am Musée Guimet stieg sie 1952 von der Assistentin zur Kuratorin auf. 1965 löste sie schließlich Philippe Stern als Chefkurator ab. Sie initiierte Ende der 1960er-Jahre eine Generalerneuerung des Museums, die bis zum Ende ihrer Amtszeit abgeschlossen wurde. Bei ihrem Eintritt in den Ruhestand 1980 erhielt sie den Titel der Ehren-Chefkuratorin. Parallel lehrte sie an der École du Louvre, wo sie von 1965 bis 1980 den Lehrstuhl für „Kunst der indischen Welt“ innehatte.
Auboyer war außerdem als Forscherin am Centre national de la recherche scientifique (CNRS) tätig, wo sie das Centre d’Iconographie du Monde Indien leitete. Sie unternahm 1956–57, 1959, 1961–62, 1963–64, 1966, 1968, 1973–74 archäologische Feldforschungen in Indien, Nepal, Kambodscha und Thailand. Sie verfasste zahlreiche Schriften zur Geschichte und Kunstgeschichte Indiens und Südostasiens. Auboyer ist insbesondere bekannt für ihr Buch über das Alltagsleben im alten Indien (französisch: La Vie quotidienne dans l’Inde ancienne) in der Reihe La vie quotidienne, eine Aufzeichnung der alten indischen Rituale und Bräuche, von denen viele in der heutigen indischen Gesellschaft erhalten sind.

## Publikationen (Auswahl)
- La Vie quotidienne dans l’Inde ancienne. Hachette, Paris 1961.
  - Daily Life in Ancient India from Approximately 200 Bc to 700 Ad. 1968. übersetzt aus dem Französischen von Simon Watson Taylor.[5]
- Les arts de l’Asie orientale et de l’extrême-orient. Que sais-je ? Nr. 77. Presses Universitaires de France, Paris 1976.
- mit Herbert Härtel: Indien und Südostasien (= Propyläen Kunstgeschichte, Band 21). Berlin 1971, verkleinerter Nachdruck 1985, ISBN 3-549-05666-4.
- Formen und Stile: Asien. Unter Mitarbeit von: Jeannine Auboyer, Michel Beurdeley, Jean Boisselier, Chantal Massonaud und Huguette Rousset. Mit einem Vorwort von J. H. & Erläuterungen & 1. Indien-Pakistan-Afghanistan 2. Nepal 3. Tibet & Südostasien: 4. Sri Lanka 5. Burma 6. Thailand 7. Laos 8. Kambodscha 9. Indonesien 10. Champa 11. Vietnam 12. Die Gesten des Buddha 13. China 14. Korea 15. Japan. Fourier Verlag, Wiesbaden 1988.